# Гроте, Франц
Франц Йоханнес Август Гроте (нем. Franz Grothe; 17 сентября 1908[…], Берлин — 12 сентября 1982[…], Кёльн, Северный Рейн-Вестфалия) — немецкий композитор, в основном автор музыки для кино. Его мюзиклы имели большой успех, среди них был мюзикл «Девушка моей мечты», по которому был поставлен одноимённый фильм в 1944 году.

## Биография
Родился в Берлине. Отец был пианистом, а мать — концертной певицей. В пятилетнем возрасте он уже получал уроки игры на скрипке, а через год начал играть на фортепиано. Первые музыкальные произведения написал в десятилетнем возрасте. Учился в Университете искусств в Берлине, а в 1926 году нашел работу пианистом и аранжировщиком в оркестре Дайоша Белы.
В 1920-е годы в карьере Франца Гроте произошел прорыв: он стал писать песни для тенора Рихарда Таубера. Первая музыка для кино, написанная Гротом, была использована в фильме «Ночь принадлежит нам» (Die Nacht gehört uns, 1929). В 1931 году он основал музыкальное издательство Edition Franz Grothe, которое ему пришлось покинуть в 1933 году, когда его деловые партнеры еврейского происхождения эмигрировали.
В мае 1933 г. вступил в нацистскую партию (№ 2.580.427). В то же время, продолжал поддерживать любовные отношения с Нютой Йоффе, приёмной дочерью Грегора Рабиновича, одного из своих деловых партнёров, и вскоре вместе с ним отправился за рубеж.
Сначала Грот отправился в Вену, где познакомился с режиссёром Вилли Форстом и актрисой Мартой Эггерт. В 1936 году он переехал в Голливуд, но из-за плохого знания английского языка не сумел завязать деловые контакты и вскоре вернулся в Вену. В 1938 году в Осло он женился на норвежской певице и актрисе Кирстен Хейберг, с которой развелся в 1950-х годах.
В годы Второй мировой войны сочинял музыку для фильмов, а также патриотические песни, такие как Wir werden das Kind schon schaukeln (1941) и Wenn unser Berlin auch verdunkelt ist (1942). В 1942 году Гроте стал членом Имперской музыкальной палаты, дирижёром «Gehobenere Unterhaltungsmusik und Operette» (в Großdeutscher Rundfunk) и художественным руководителем нацистского Deutsches Tanz- und Unterhaltungstrachester. Оркестр играл в основном для радио и просуществовал до конца войны.
Фильм «Девушка моей мечты», поставленный по мюзиклу Гроте, часто демонстрировался после войны в СССР; фрагменты из него использованы в сериале «Семнадцать мгновений весны», фильме «О возвращении забыть» и др.
После войны он прошёл денацификацию, однако скрыл своё членство в нацистской партии, за что был оштрафован на 10000 марок. Играл в американских клубах в Баварии. Получил разрешение на профессиональную деятельность с 1948 г. по категории «не принимавший активного участия в нацистских преступлениях». С 1950 года он возобновил свою работу в кино, участвуя в фильмах Курта Гетца и Рут Леверик. Инструментальная композиция Mitternachts-Blues, написанная в 1956 году, стала его самым большим международным успехом, а в 1958 году попала в списки хитов. В это время у него сложились отношения с режиссёром Куртом Хоффманном, для фильмов которого он сочинял музыку в конце 1950-х годов.
С 1965 года работал на телевидении. Был музыкальным руководителем шоу Zum Blauen Bock до своей смерти в 1982 году, написав с Хайнцем Шенком более 400 песен и сотрудничая на шоу с такими артистами, как Рудольф Шок, Эрика Кёт, Ренате Хольм, Эрнст Хильбих и Вилли Хофманн.
В период с 1929 по 1969 год Франц Гроте написал музыку к 170 фильмам. Его полное собрание сочинений также включает музыку в «венском» и «венгерском» стиле, помимо джаза. К 1945 году его произведения были использованы в 71 фильме.
В 1960 году он создал Фонд Франца Гроте в Бад-Висзее для поддержки композиторов и музыкантов.
Был дважды женат, но его единственная дочь родилась от внебрачной связи и была им удочерена.

## Интересные факты
В 2000-е годы профессор Йельского университета Патриция Холл обнаружила в архиве музея в Освенциме партитуру фокстрота Гроте «Самое прекрасное время жизни», который аранжировали и исполняли для персонала заключённые. Впервые после обнаружения в данной аранжировке он был исполнен 30 ноября 2018 года. Холл также установила, что двое из аранжировщиков пережили войну, судьба и имя третьего неизвестны.

## Избранная фильмография
- The Night Belongs to Us (1929)
- The Last Company (1930)
- Boycott (1930)
- Love Songs (1930)
- The Big Attraction (1931)
- Ronny (1931)
- The Unfaithful Eckehart (1931)
- The House of Dora Green (1933)
- And Who Is Kissing Me? (1933)
- The Girl with the Bruise (1933)
- The Castle in the South (1933)
- Tell Me Who You Are (1933)
- Dream Castle (1933)
- The Gentleman from Maxim’s (1933)
- Waltz War (1933)
- The Big Bluff (1933)
- Heinz in the Moon (1934)
- So Ended a Great Love (1934)
- Miss Madame (1934)
- Peter, Paul and Nanette (1935)
- Winter Night’s Dream (1935)
- The Blonde Carmen (1935)
- A Woman Between Two Worlds (1936)
- The Love of the Maharaja (1936)
- The Castle in Flanders (1936)
- Red Orchids (1938)
- Napoleon Is to Blame for Everything (1938)
- Secret Code LB 17 (1938)
- The Secret Lie (1938)
- Alarm at Station III (1939)
- Marriage in Small Doses (1939)
- The Curtain Falls (1939)
- Der singende Tor (1939)
- Roses in Tyrol (1940)
- Women Are Better Diplomats (1941)
- The Swedish Nightingale (1941)
- Love Me (1942)
- I Entrust My Wife to You (1943)
- The Eternal Tone (1943)
- Love Premiere (1943)
- Девушка моей мечты (1944)
- Don’t Play with Love (1949)
- Nothing But Coincidence (1949)
- Derby (1949)
- Unknown Sender (1950)
- Taxi-Kitty (1950)
- Beloved Liar (1950)
- Harbour Melody (1950)
- Doctor Praetorius (1950)
- Chased by the Devil (1950)
- The Beautiful Galatea (1950)
- The House in Montevideo (1951)
- Фанфары любви / Fanfares of Love (1951)
- The Blue Star of the South (1951)
- Father Needs a Wife (1952)
- Must We Get Divorced? (1953)
- Hocuspocus (1953)
- Stars Over Colombo (1953)
- Fanfare of Marriage (1953)
- Scandal at the Girls' School (1953)
- They Call It Love (1953)
- The Blue Hour (1953)
- Ave Maria (1953)
- A Parisian in Rome (1954)
- Portrait of an Unknown Woman (1954)
- Фейерверк (1954)
- I Often Think of Piroschka (1955)
- Mädchen ohne Grenzen (1955)
- The Golden Bridge (1956)
- If We All Were Angels (1956)
- Queen Louise (1957)
- The Saint and Her Fool (1957)
- Goodbye, Franziska (1957)
- A Piece of Heaven (1957)
- Salzburg Stories (1957)
- Харчевня в Шпессарте (1957)
- Мы — вундеркинды (1958)
- The Trapp Family in America (1958)
- The Priest and the Girl (1958)
- The Man Who Walked Through the Wall (1959)
- The Angel Who Pawned Her Harp (1959)
- Old Heidelberg (1959)
- Двенадцать девушек и один мужчина (1959)
- Jacqueline (1959)
- The Last Pedestrian (1960)
- Stage Fright (1960)
- Sweetheart of the Gods (1960)
- Two Among Millions (1961)
- The House in Montevideo (1963)
- My Daughter and I (1963)
- A Mission for Mr. Dodd (1964)
- Praetorius (1965)
- Лизелотта из Пфальца (1966)
- Прекрасные времена в Шпессарте (1967)